# أمان ناث
أمان ناث (بالإنجليزية: Aman Nath)‏ هو مرمم ‏ هندي، ولد في 1951 في نيودلهي في الهند.